# Metalogismo
Il metalogismo (dal greco μετά, «oltre», e λόγος, «discorso») è il tipo di figura retorica che modifica il valore logico complessivo della frase facendone perdere il significato letterale. I diversi tipi di metalogismo violano tutti le regole di veridicità, permettendo di oltrepassare le restrizioni linguistiche: in questo modo è possibile creare nuovi significati, a partire da combinazioni di concetti non logicamente correlati (esempio: «bello da morire»).
I metalogismi fanno appello alla conoscenza che il destinatario ha del referente per contraddirne i dati. Nei discorsi politici e giornalistici è facile riconoscere molte di queste figure retoriche.
Sono metalogismi l'iperbole, il paradosso, l'ironia, l'eufemismo, l'adynaton e la reticenza. 